# Evan Engram
(en) Statistiques sur pro-football-reference
Evan Michael Engram, né le 2 septembre 1994 Powder Springs dans l'État de Géorgie, est un sportif professionnel américain de football américain jouant au poste de tight end dans la National Football League (NFL) depuis la saison 2017 et pour la franchise des Broncos de Denver depuis la saison 2025.
Sélectionné lors du premier tour de la draft 2017 par la franchise des Giants de New York, il y joue pendant cinq saisons avant de rejoindre les Jaguars de Jacksonville (2022-2024) puis les Broncos en 2025. Lors de sa première saison avec les Giants, il est sélectionné dans l'équipe des meilleurs rookies de la saison 2017. Il obtient également deux sélections pour le Pro Bowl au terme des saisons 2020 et 2023.
Au niveau universitaire, il a joué pendant quatre années pour les Rebels de l'université du Mississippi au sein de la NCAA Division I FBS et de sa Southeastern Conference (SEC). Reconnu joueur universitaire All-American en 2016, il est sélectionné à deux reprises dans la première équipe de la SEC (2014 et 2016) et se voit décerner l'Ozzie Newsome Award (en) et le Conerly Trophy (en) en 2016.

## Biographie

### Jeunesse
Engram étudie au lycée Hillgrove (high School) de Powder Springs, ville située dans le comté de Cobb en Géorgie.
Il évolue au poste de tight end dans leur équipe de football américain.
Comme junior, il compile 18 réceptions pour un gain global de 300 yards tout en inscrivant quatre touchdowns. Son équipe affiche onze victoires pour une seule défaite et se qualifie pour le deuxième tour des playoffs de l'État. Comme senior, il réussit 40 réceptions pour un gain global de 975 yards. Lors du All-star Senior Bowl du comté de Cobb, il inscrit 2 touchdowns.
En fin de saison, il est considéré comme une recrue 3 étoiles. Scout.com le classe 22e meilleur tight end au niveau national tandis qu'ESPN.com le classe 27e. L'Associated Press et la Georgia Sportswriters Association le sélectionnent dans l'équipe-type de l'État de Géorgie.

### Carrière universitaire
Pendant ses quatre années à Ole Miss, il y a compilé 162 réceptions pour un total de 2 320 yards gagnés avec une moyenne de 14,3 yards par jeu pour un total de 15 touchdowns inscrits. Lors de l'Egg Bowl de 2014 (match de rivalité de saison régulière opposant Ole Miss aux Bulldogs de Mississippi State), il gagne 176 yards en cinq réceptions, dont une de 81 yards,.
Engram est pris dans la sélection 2016 de l'équipe-type de la Southeastern Conference (SEC) (First-team All-SEC) par l'Associated Press.

### Carrière professionnelle

#### Draft
| Taille | Poids  | Bras  | Main    | Sprint   | Sprint   | Sprint   | Shuttle 20 yards | 3 cones drill | Détente   | Détente     | Développé couché | Test Wonderlic |
| Taille | Poids  | Bras  | Main    | 40 yards | 10 yards | 20 yards | Shuttle 20 yards | 3 cones drill | verticale | horizontale | Développé couché | Test Wonderlic |
| 1,91 m | 106 kg | 85 cm | 25,4 cm | 4,42 s   | 1,56 s   | 2,57 s   | 4,23 s           | 6,92 s        | 80 cm     | 3,17 m      | 19 reps          |                |

Engram est sélectionné par les Giants de New York en 23e rang lors du premier tour de la draft 2017 de la NFL. Il est le deuxième tight end sélectionné lors de cette draft après O. J. Howard sélectionné quatre rangs plus tôt par les Buccaneers de Tampa Bay.

#### Giants de New York
Engram est choisi par les Giants pour améliorer leur groupe de tight ends qui n'avait inscrit que trois touchdowns au cours de la saison passée. Le 15 juin 2017, il signe un contrat garanti de quatre ans de 10,71 millions de dollars, incluant une prime à la signature de 5,93 millions de dollars.

##### 2017
Pendant les camps d'entraînement, il était prévu qu'Engram occupe le poste vacant de tight end titulaire qui appartenait auparavant à Larry Donnell (en). L'entraîneur principal Ben McAdoo le désigne titulaire à ce poste dès le début de saison.
Il fait ses débuts professionnels lors du premier match de la saison, effectuant quatre réceptions pour un gain de 44 yards lors de la défaite 3 à 19 contre les Cowboys. Il réussit sa première réception (3 yards) lors de la première passe du match effectuée dans la premier quart temps par le quarterback Eli Manning avant d'être plaqué par le linebacker Sean Lee. Le 18 septembre, il gagne 49 yards en 4 réceptions lors de la défaite 10 à 24 contre les Lions. Il y inscrit, au cours du deuxième quart temps, son premier touchdown en carrière à la suite d'une passe de 18 yards du quarterback Manning. Le 3 décembre 2017, Engram gagne 99 yards et inscrit un touchdown en 7 réceptions lors de la défaite 17 à 24 contre les Raiders
. Il s'agissait de son 6e et dernier touchdown de sa saison. L'entraîneur principal  Ben McAdoo est viré après le match, les Giants affichant un bilan négatif de 2 victoires pour 10 défaites. En 15e semaine, il effectue sa première course en carrière (14 yards) en déplacement chez les Eagles. Il ne participe pas à la victoire 18 à 10 contre les Redskins en 17e semaine à la suite d'une blessure aux côtes encourue le match précédent.
Il termine sa saison avec 722 yards et six touchdowns en 64 réceptions lors des 15 matchs disputés dont 11 en tant que titulaire. Il est sélectionné dans l'équipe des meilleurs rookies de la saison par la Pro Football Writers Association (en) (PFWA)
.

##### 2018
Comme bilan de sa deuxième saison dans la NFL (onze matchs disputés), Engram affiche 45 pour un gain cumulé de 577 yards et trois touchdowns. Il manque quelques rencontres à la suite de blessures au genou et au pied,.

##### 2019
Engram réussit à gagner plus de 100 yards lors du premier match de la saison régulière joué en déplacement contre les Cowboys de Dallas (défaite 17 à 35) où il totalise 11 réceptions pour un gain cumulé de 116 yards et un touchdown. En 3e semaine contre les Buccaneers de Tampa Bay (victoire 32 à 31), Engram réceptionne six passes pour un gain cumulé de 113 yards, dont un touchdown de 75 yards, pour la première passe de touchdown dans la NFL du quarterback débutant  Daniel Jones. Le 17 décembre, Engram est placé sur la liste des réservistes à la suite d'une blessure au pied qui l'empêche de jouer cinq matchs par la suite. Il termine la saison avec un bilan de 44 réceptions pour un gain cumulé de 467 yards et trois touchdowns en huit matchs.

##### 2020
Le 29 avril 2020, les Giants activent l'option de cinquième année d'Engram pour un montant garanti de 6,013 millions de dollar.
Le 22 octobre 2020, contre les Eagles, Engram laisse échapper le ballon (drop) à la suite d'une passe de Daniel Jones lors d'une 3e et six sur la ligne des 25 yards adverses à deux minutes de la fin du match. Les Giants sont obligés de dégager (punt) et perdent le match 21 à 22 alors qu'ils menaient 21 à 16 au moment du drop d'Engram,. Lors de la victoire 19 à 17 contre les Bengals en 12e semaine, Engram effectue six réceptions pour un gain de 128 yards.
Il totalise en fin de saison 63 réceptions pour un gain de 654 yards et un touchdown mais également 11 drops entrainant trois changements de possession de balle qui permettent deux touchdowns adverses,. Il est néanmoins sélectionné pour participer à son premier Pro Bowl.

##### 2021
Après avoir raté les deux premiers matchs de la saison à la suite d'une blessure au mollet, Engram est à la peine et termine la saison avec un total de 46 réceptions pour un gain de 408 yards et trois touchdowns en quinze matchs. Il est d'ailleurs plus utilisé en fin de saison comme un tight end bloqueur plutôt que receveur.

#### Jaguars de Jacksonville

##### 2022
Le 16 mars 2022, Engram signe un contrat d'un an pour un montant de 9 millions de dollars avec les Jaguars de Jacksonville.
Engram inscrit son premier touchdown pour les Jaguars en 8e semaine lors de la défaite 17 à 21 contre les Broncos. En 14e emaine lors de la victoire 36 à 22 contre les Titans, il gagne 162 yards (record en carrière) en 11 réceptions dont deux terminées en touchdowns. Deux semaines plus tard, il effectue sept réceptions pour un gain de 113 yards lors de la victoire 19 à 3 sur les Jets.
Il termine la saison avec un bilan de 766 yards et quatre touchdowns en 73 réceptions. Lors du match du tour de wild card de la série éliminatoire contre les Chargers (victoire 31 à 30), Engram gagne 93 yards et inscrit un touchdown en 7 réceptions.

##### 2023
Le 6 mars 2023, les Jaguars placent un franchise tag (en) sur Engram. Le 16 juillet 2023, il signe avec les Jaguars un contrat de trois ans pour un montant de 41,25 millions de dollars dont 24 entièrement garantis.
Il termine la saison avec un bilan de 963 yards et quatre touchdowns en 114 réceptions. Il devient le 8e tight end de l'histoire de la NFL à réussir plus de 100 réceptions sur une saison depuis l'ère du Super Bowl. Il est sélectionné comme alternative pour les Pro Bowl Games 2024.

##### 2024
Le 15 septembre 2024, il est rapporté qu'Engram a subi une blessure aux ischio-jambiers ce qui l'empêche de jouer le match de la 2e semaine contre les Browns.
Il revient sur le terrain en 6e semaine et est le meilleur de son équipe avec 10 réceptions pour 102 yards lors du match contre les Bears. Contre les Texans en 13e semaine, le quarterback des Jaguars, Trevor Lawrence, doit sortir du terrain à la suite d'un choc tardif du linebacker adverse, Azeez Al-Shaair (en). Engram pousse ensuite Al-Shaair au sol ce qui déclenche une bagarre entre Al-Shaair et plusieurs joueurs des Jaguars. Engram est ainsi condamné à une amende de 11 255 $. Le 13 décembre 2024, Engram se déchire le labrum lors du match de la 14e semaine contre les Titans ce qui met un terme à sa saison. Il la termine avec 47 réceptions pour 365 yards et un touchdown en neuf matchs joués.
Le 6 mars 2025, Engram est libéré par les Jaguars.

#### Broncos de Denver
Le 13 mai 2025, Engram signe un contrat de deux ans pour un montant de 23 millions de dollars avec les Broncos de Denver,. Avant de signer, Engram avait également rendu visite aux Chargers,,. Après sa signature, il choisit de porter le maillot no 1 (qui était désormais autorisé à la suite de la révision des règles de numérotation par la NFL en 2021), devenant ainsi le premier tight end à porter ce numéro dans la NFL depuis la saison 1973,.

## Statistiques

### NCAA
| Année       | Équipe            | Statut      | MJ |     | Passes réceptionnées | Passes réceptionnées | Passes réceptionnées | Passes réceptionnées |       | Courses | Courses | Courses | Courses |
| Année       | Équipe            | Statut      | MJ | Nb. | Yards                | Moy.                 | TD                   | Nb.                  | Yards | Moy.    | TD      |         |         |
| 2013        | Rebels d'Ole Miss | Fr.         | 08 | 21  | 268                  | 12,8                 | 3                    | 0                    | 0     | 0,0     | 0       |         |         |
| 2014        | Rebels d'Ole Miss | So.         | 13 | 38  | 662                  | 17,4                 | 2                    | 0                    | 0     | 0,0     | 0       |         |         |
| 2015        | Rebels d'Ole Miss | Jr.         | 13 | 38  | 464                  | 12,2                 | 2                    | 0                    | 0     | 0,0     | 0       |         |         |
| 2016        | Rebels d'Ole Miss | Sr.         | 11 | 65  | 926                  | 14,2                 | 8                    | 0                    | 0     | 0,0     | 0       |         |         |
| Totaux NCAA | Totaux NCAA       | Totaux NCAA | 45 | 162 | 2 320                | 14,3                 | 15                   | 0                    | 0     | 0,0     | 0       |         |         |

### NFL
| Année                   | Équipe                  | MJ  |                 | Passes réceptionnées | Passes réceptionnées | Passes réceptionnées | Passes réceptionnées |                 | Courses         | Courses         | Courses | Courses |  | Fumbles | Fumbles |
| Année                   | Équipe                  | MJ  | Nb.             | Yards                | Moy.                 | TD                   | Nb.                  | Yards           | Moy.            | TD              | Nb.     | Perdus  |  |         |         |
| 2017                    | Giants de New York      | 15  | 064             | 722                  | 11,3                 | 6                    | 1                    | 14              | 14,0            | 0               | 0       | 0       |  |         |         |
| 2018                    | Giants de New York      | 11  | 045             | 577                  | 12,4                 | 3                    | 3                    | 36              | 12,0            | 0               | 0       | 0       |  |         |         |
| 2019                    | Giants de New York      | 08  | 044             | 467                  | 10,6                 | 3                    | 3                    | 07              | 02,3            | 0               | 0       | 0       |  |         |         |
| 2020                    | Giants de New York      | 16  | 063             | 654                  | 10,4                 | 1                    | 6                    | 26              | 04,3            | 1               | 1       | 1       |  |         |         |
| 2021                    | Giants de New York      | 15  | 046             | 408                  | 08,9                 | 3                    | 1                    | - 3             | - 3,0           | 0               | 1       | 1       |  |         |         |
| 2022                    | Jaguars de Jacksonville | 17  | 073             | 766                  | 10,5                 | 4                    | 2                    | 13              | 06,5            | 0               | 0       | 0       |  |         |         |
| 2023                    | Jaguars de Jacksonville | 17  | 114             | 963                  | 08,4                 | 4                    | 0                    | 0               | 00,0            | 0               | 3       | 2       |  |         |         |
| 2024                    | Jaguars de Jacksonville | 09  | 047             | 365                  | 07,8                 | 1                    | 0                    | 0               | 00,0            | 0               | 1       | 1       |  |         |         |
| 2025                    | Broncos de Denver       | ?   | Saison en cours | Saison en cours      | Saison en cours      | Saison en cours      | Saison en cours      | Saison en cours | Saison en cours | Saison en cours | ?       | ?       |  |         |         |
| Totaux chez les Giants  | Totaux chez les Giants  | 065 | 262             | 2 828                | 10,8                 | 16                   | 14                   | 80              | 5,7             | 1               | 2       | 2       |  |         |         |
| Totaux chez les Jaguars | Totaux chez les Jaguars | 043 | 234             | 2 094                | 08,9                 | 09                   | 02                   | 13              | 6,5             | 0               | 4       | 3       |  |         |         |
| Totaux en carrière      | Totaux en carrière      | 108 | 496             | 4 922                | 09,9                 | 25                   | 16                   | 93              | 5,8             | 1               | 6       | 5       |  |         |         |

| Année | Équipe                  | MJ |     | Passes réceptionnées | Passes réceptionnées | Passes réceptionnées | Passes réceptionnées |       | Courses | Courses | Courses | Courses |  | Fumbles | Fumbles |
| Année | Équipe                  | MJ | Nb. | Yards                | Moy.                 | TD                   | Nb.                  | Yards | Moy.    | TD      | Nb.     | Perdus  |  |         |         |
| 2022  | Jaguars de Jacksonville | 2  | 12  | 124                  | 10,3                 | 1                    | 0                    | 0     | 0,0     | 0       | 0       | 0       |  |         |         |

## Vie privée
Mackenzie Engram, sœur d'Evan, a joué au basket-ball pour l'équipe universitaire de Bulldogs de la Géorgie.